# سحلب (نبات)
السحلب أو خُصى الثعلب أو خُصى الكلب أو قاتل أخيه أو الأُركيد (باللاتينية: Orchis) جنس نباتي ينتمي إلى الفصيلة السحلبية. يضم هذا الجنس 61 نوعا مقبولا و180 نوعا لم يحسم وضعها بعد. بعضها واطن في الوطن العربي.

## من أنواعه الواطنة في الوطن العربي
- السحلب الأرجواني (باللاتينية: Orchis purpurea]) في المغرب العربي ومعظم مناطق أوروبا والقوقاز
- السحلب الأناضولي (باللاتينية: Orchis anatolica) في بلاد الشام وقبرص وتركيا واليونان
- السحلب الأولبي (باللاتينية: Orchis olbiensis) (نسبة إلى مدينة أولبيا في سردينيا) في المغرب العربي وغرب حوض البحر الأبيض المتوسط
- السحلب الإيطالي (باللاتينية: Orchis italica]) في بلاد الشام والمغرب العربي ومعظم مناطق حوض البحر الأبيض المتوسط
- السحلب البَشَري (باللاتينية: Orchis anthropophora) في بلاد الشام والمغرب العربي وقبرص وتركيا والقوقاز وجنوب أوروبا وغربها
- السحلب الجليلي (باللاتينية: Orchis galilaea) في بلاد الشام وتركيا
- السحلب الذكري (باللاتينية: Orchis mascula) في بلاد الشام والمغرب العربي ومعظم مناطق أوروبا
- سحلب سبيتزلي (باللاتينية: Orchis spitzelii) في بلاد الشام والمغرب العربي ومعظم مناطق حوض المتوسط والقوقاز
- السحلب السعيد (باللاتينية: Orchis laeta) في المغرب العربي
- السحلب القردي (باللاتينية: Orchis simia) في بلاد الشام والمغرب العربي ومعظم مناطق أوروبا
- السحلب المفتوح (باللاتينية: Orchis patens) في المغرب العربي
- السحلب المنقط (باللاتينية: Orchis punctulata) في بلاد الشام